# Ascogaster crassicornis
Ascogaster crassicornis är en stekelart som beskrevs av Vladimir Ivanovich Tobias 2000. Ascogaster crassicornis ingår i släktet Ascogaster och familjen bracksteklar. Inga underarter finns listade.